# هنر دفاع شخصی (فیلم ۲۰۱۹)
هنر دفاع شخصی (انگلیسی: The Art of Self Defence) یک فیلم کمدی سیاه و رزمی آمریکایی محصول سال ۲۰۱۹ به کارگردانی و نویسندگی ریلی استرنز با بازی جسی آیزنبرگ، آلساندرو نیوولا و ایموجن پوتس است.
نخستین نمایش فیلم در سالن جنوب از جنوب غربی در تاریخ ۱۰ مارس ۲۰۱۹ انجام شد، و در تاریخ ۱۲ ژوئیه ۲۰۱۹ در ایالات متحده آمریکا منتشر شد.

## خلاصه داستان
فیلم هنر دفاع شخصی دربارهٔ مرد جوانی است که به صورت تصادفی و در خیابان مورد ضرب و شتم قرار می‌گیرد. در ادامه او از یک استاد هنرهای رزمی می‌خواهد که به او کاراته یاد بدهد تا بتواند از خودش دفاع کند اما طولی نمی‌کشد که تحت جادوی این استاد قرار می‌گیرد و …

## بازیگران
- جسی آیزنبرگ در نقش کیسی دیویس
- ایموجن پوتس در نقش آنا گل می
- آلساندرو نیوولا در نقش سنسی
- استیو ترادا در نقش توماس[۵]
- دیوید زلنر در نقش هنری